# Mali dodeciikozidodekaeder
| Mali dodeciikozidodekaeder                          | Mali dodeciikozidodekaeder                             |
| --------------------------------------------------- | ------------------------------------------------------ |
|                                                     |                                                        |
| Vrsta                                               | uniformni zvezdni polieder                             |
| Elementi                                            | F = 44, E = 120, V =60 ({\displaystyle \chi \,} = -16) |
| Stranske ploskve po stranicah                       | 20{3}+12{5}+12{10}                                     |
| Wythoffovi simboli                                  | 3/2 5 \| 5 3 5/4 \| 5                                  |
| Simetrijska grupa                                   | Ih, [5,3], *532                                        |
| Bowerjeva okrajšava                                 | Saddid                                                 |
| Sklici                                              | U33, C42, W72                                          |
| mali dodekakronski heksekontaeder (dualni polieder) | 5.10.3/2.10 slika oglišč                               |

Mali dodeciikozidodekaeder je neuniformni zvezdni polieder z oznako (indeksom) U33. Njegova slika oglišč je križni štirikotnik. 

## Sorodni poliedri
Ima enako ureditev oglišč kot veliki zvezdni prisekan dodekaeder. Razen tega ima enake robove kot [[mali ikozikozidodekaeder, ki ima skupne šestkotne stranske ploskve ter kot mali ditrigonalni dodeciikozidodekaeder, ki pa ima skupne desetkotne stranske ploskve.
| veliki zvezdni prisekan dodekaeder | mali ikozikozidodekaeder | mali ditrigonalni dodeciikozidodekaeder | mali dodeciikozaeder |